# إصلاح التعليم القائم على المعايير في الولايات المتحدة
إصلاح التعليم القائم على المعايير في الولايات المتحدة عملية قادتها الولايات المتحدة الأمريكية لإصلاح التعليم منذ الثمانينيات من القرن العشرين عن طريق إعداد معايير أكاديمية عما ينبغي على الطلاب معرفته وما يجب أن يكونوا قادرين على أدائه. ويمكن استخدام هذه المعايير لتوجيه كل مكونات النظام الأخرى. تنادي حركة إصلاح التعليم القائم على المعايير (SBE) بمعايير واضحة وقابلة للقياس لجميع طلاب المدارس. وبخلاف التصنيفات معيارية المرجع يقيس النظام القائم على المعايير كل طالب مقابل مقياس ثابت. ويجب أن يتماشى المنهج الدراسي والتقييمات والتطور المهني مع هذه المعايير.

## التعليم القائم على النتائج
المعايير هي تطور لما يعرف باسم التعليم القائم على النتائج (OBE) الذي كان مرفوضًا بشكل كبير في الولايات المتحدة وغير معمول به في تسعينيات القرن العشرين وما زال معمولاً به من قبل بعض الحكومات ولكن تركته بعض الحكومات في أستراليا من خلال التغيير الكامل لبنية التعليم وتصحيح الدرجات عن طريق تخصيص التوجيه والإرشاد. وعلى النقيض، يقتصر إصلاح أقل «المعايير» على الأهداف الرئيسية لبرامج التعليم القائم على النتائج:
- إنشاء إطار عمل للمنهج الدراسي التي تحدد معرفة أو مهارات معينة يجب أن يكتسبها الطلاب.
- تأكيد على التقييمات معيارية المرجع بما يتماشى مع أطر العمل.
- فرض بعض الاختبارات عالية المخاطر مثل اختبارات التخرج التي تتطلب مستوى عاليًا من الأداء للحصول على دبلومة.

في عملية ترسيخ المعايير لكل منهج دراسي فردي، مثل الرياضيات والعلوم، يمكن تنفيذ إصلاحات كثيرة أخرى مثل العلوم القائمة على الاستفسار ولكن هذه ليست النواحي الرئيسية لبرنامج المعايير.
يمكن تتبع حركة المعايير وصولاً إلى جهود المركز الوطني للتعليم والاقتصاد (NCEE) لمارك توكر التي تبنت جوانب حركة التعليم القائم على النتائج لويليام سبيدي في نظام قائم على المعايير والتقييمات من أجل الحصول على شهادة الإتقان الأولية. وقد تخلت عن هذه الشهادة كل ولاية طبقت أولاً هذا المبدأ بما فيها واشنطن وأوريجون وتم استبداله على نطاق واسع باختبارات التدرج. وقامت منظمته بالتعاقد مع ولايات ومقاطعات تغطي نحو نصف طلاب المدارس الأمريكية بناءً على طلبهم. وقامت ولايات كثيرة بتفعيل قانون إصلاح التعليم في بداية التسعينيات من القرن العشرين بناءً على هذا النموذج الذي عرف في ذلك الوقت باسم «التعليم القائم على الأداء» نظرًا لأن التعليم القائم على النتائج (وتم التسويق معه لإجراء إصلاحات متطورة للتعليم غير القائم على النتائج) قد تمت مهاجمته على نطاق واسع بحيث يتعذر ترويجه بهذا الاسم. بالرغم من تمتع حركة المعايير بدعم قوي من المحافظين أكبر من التعليم القائم على النتائج عن طريق اعتماد برنامج يعمل على رفع معايير أكاديمية أعلى، اعتقد محافظون آخرون أنه مجرد إعادة تنظيم لرؤية فاشلة وغير واقعية. ويُعتقد أنها المكافئ التعليمي لاقتصاد مخطط والذي يتطلب أن يؤدي جميع الطلاب بمستوى متقدم فقط من خلال رفع توقعات وفرض عقوبات وجزاءات على المدارس والطلاب الذين يخفقون في تحقيق المعايير الجديدة.

## الرؤية
إن رؤية حركة إصلاح التعليم القائم على المعايير هي أن كل مراهق سيتلقى دبلومة ثانوية هادفة والتي تعمل أساسًا كضمان عام بأن هذا الطالب يمكنه القراءة والكتابة والقيام بالعمليات الحسابية الأساسية (وخصوصًا الجبر خلال العام الأول) عند مستوى يتيح له إمكانية العمل كموظف. ولتجنب الفشل المفاجئ في نهاية المدرسة الثانوية، يتم تعميم المعاييرعلى كافة الصفوف الأقل عن طريق تقييمات منتظمة بوسائل متنوعة.
لن يتم استبعاد أي طالب بسبب فقرة أو عمره أو نوعه أو سلالته أو ثقافته أو خلفيته العائلية أو إعاقاته أو وضعه العائلي نهائيًا من تعلم المواد المطلوبة بالرغم من أن الطلاب الفرديين يمكنهم التعلم بطرق مختلفة وبمعدلات مختلفة.
يتم اختيار المعايير من خلال مناقشات سياسية تركز على ما يلزم تعليمه للطلاب ليكونوا على مستوى المنافسة في سوق العمل، بدلاً من وضعها على يد ناشري الكتب المدرسية أو أساتذة التربية أو التقاليد. يتم نشر المعايير بشكل عادي وتكون متاحة بحرية للآباء ودافعي الضرائب والمعلمين المحترفين ومؤلفي الكتب.
تُركز المعايير على هدف تخريج قوى عاملة متعلمة لديها القدرة على المنافسة في السوق الاقتصادية.
- تحدد المعايير ما يحتاج الطالب لمعرفته وفهمه والقدرة على عمله.
- يجب أن تكون المعايير مناسبة تنمويًا ومناسبة للتوظيف في المستقبل واحتياجات التعليم.[1] يجب أن تكون المعايير مكتوبة بشكل عام لكي يتمكن جميع الطلاب من تحقيقها ولكي يجتازها الطلاب الموهوبون.
- من المعتقد أن كل الطلاب قادرون على التعلم وتحقيق توقعات عالية. يستطيع كل من الطلاب المتقدمين والضعاف أن يتعلموا أشياءً جديدة بطرقهم الخاصة وبمعدلاتهم الخاصة.
- يتم التأكيد على وضع إرشادات تساعد الطالب على تعلم المعلومات والمهارات المدرجة ضمن المعايير.
- ويتم تقدير كل من التميز والمساواة. ويتم قياس المجموعات الصغيرة بحرص للتعريف وتقليل العنصرية والانحياز المنهجي وطغيان التوقعات المنخفضة.
- يتم تمكين المعلمين المحترفين من اتخاذ القرارات الأساسية للتعليم الفعال بدلاً من استخدام أسلوب تدريس مطبق من نماذج تعليم تقليدية.
- لا يتم تشجيع الارتقاء الاجتماعي. بل يعتمد تطوير الطلاب أو احتفاظهم بهذا التطوير على إنجازاتهم التعليمية الواقعية بدلاً من اعتماده على أعمارهم أو إنجازات أصدقائهم أو التقاليد.

## المكونات
هذه بعض المكونات الشائعة لإصلاح التعليم القائم على المعايير:
- إنشاء معايير محددة وثابتة وقابلة للقياس في إطار منهج دراسي علمي متكامل. ويتم تطبيق هذه المعايير على كل المدارس في الولاية أو القرية بغض النظر عن النوع أو الثروة.
- تقوم الاختبارات معيارية المرجع على هذه المعايير بدلاً من التصنيفات المتعلقة بمعيارية المرجع (التي تقارن تلميذًا بآخر).
- هناك تأكيد على أن المعايير الجديدة أعلى من توقعات ما قبل الإصلاح لطلاب الفصول المتوسطة أو المتوسطة العليا.
- الحاجة للانتباه من أجل تضييق الفجوات الأكاديمية بين المجموعات مثل النوع والدخل والجنس.
- امتحان التخرج من المدرسة الثانوية، والذي يعد أحد أشكال الاختبارات عالي الخطورة التي ترفض منح شهادات الدبلومة للطلاب الذين لم يحققوا المعايير المقررة مثل القدرة على القراءة في مستوى الصف الثامن أو حل رياضيات ما قبل مادة الجبر. وفي هذا الصدد، يعد اختبار ريجنتس في ولاية نيويورك، الذي تم إجراؤه لأول مرة في عام 1878، أقدم اختبار تخرج من مدرسة ثانوية في الولايات المتحدة. في معظم الأنظمة التعليمية، فإن الطلاب الذين لم يستطيعوا اجتياز الاختبار يتم إعطاؤهم شهادة حضور بدلاً من الدبلومة العادية.

## معلومات تاريخية
بدأ إصلاح التعليم القائم على المعايير في الولايات المتحدة من خلال نشر تقرير بعنوان أمة في خطر في العام 1983.
في عام 1989، أدى انعقاد مؤتمر تعليمي شمل كل حكام الخمسين ولاية والرئيس جورج دابليو بوش إلى تبني أهداف تعليمية قومية للعام 2000؛ حيث كانت الأهداف تشمل معايير المحتوى. وفي نفس العام، نشر المجلس الوطني لمعلمي الرياضيات منهج ومعايير التقييم لرياضيات المدرسة، وهي وثيقة قائمة على المعايير.
وتم تفعيل الرؤية القائمة على المعايير خلال إدارة كلينتون عام 1994. وتم إقرار قانون إعادة تفويض التعليم الابتدائي والثانوي للتأكيد على أن كل الولايات بها معايير دقيقة لكل جوانب المادة ومستويات التقييم. وتم تنفيذ هذه الرؤية خلال ولاية بوش عام 2001 بتمرير قانون «لا يتخلف طفل عن التعليم».
أصبح إصلاح التعليم القائم على المعايير قضية مهيمنة تواجه المدارس العامة. ففي عام 1996 وخلال قمة التعليم الوطني قام 44 حاكم ولاية و50 عضوًا مشاركًا من المديرين التنفيذيين بوضع الأولويات (تحقق 1998).
- وضع معايير وتوقعات أكاديمية عالية لجميع الطلاب.
- وضع اختبارات تكون أكثر صرامة وصعوبة لقياس إذا ما كان الطالب يمكنه الوفاء بهذه المعايير.
- توفير أنظمة محاسبية تقدم حوافز وجوائز للمتعلمين والطلاب والآباء ليعملوا سويًا من أجل مساعدة الطلاب للوصول لهذه المستويات.

في عام 1998، طبقت كل ولاية تقريبًا أو كانت في عملية تطبيق المعايير الأكاديمية لطلابها في أسس الرياضيات والقراءة. واستلم المعلمون والمديرون هدايا أو تم طردهم، وتمت ترقية الطلاب أو أبقوا في صفهم الحالي، وتم تمرير القانون حتى يتمكن طلاب المدارس الثانوية من التخرج أو أخرجوا من الدبلومة بناءً على نجاح الطلاب في اجتياز المعايير أم لا، والتي تُقاس في العادة بواسطة اختبار معياري المرجع.
وضع الكونجرس الأمريكي أهداف التعليم الوطني القائم على المعايير (أهداف 2000) خلال تسعينيات القرن العشرين. اعتمدت الكثير من هذه الأهداف على مبادئ التعليم القائم على النتائج، ولم يتم تحقيق كل هذه الأهداف عام 2000 كما كان مقررًا. أسفرت الحركة عن تمرير قانون لا يتخلف طفل عن التعليم عام 2001، والذي استمر كتفويض قومي نشط في الولايات المتحدة حتى العام 2009.

## الانتقادات
أصبحت بعض جوانب الإصلاح القائم على المعايير تحت التدقيق. فلم يوافق بعض الباحثين، مثل المحاضر بجامعة كاليفورنيا لوس أنجلوس جاري أورفيلد، على أنه من الواجب على جميع الطلاب اجتياز اختبار صارم لمجرد الحصول على دبلوم المدرسة الثانوية. وشكك آخرون مثل الموقع الإلكتروني Mathematically Correct بنهج معايير المجلس الوطني لمعلمي الرياضيات في تعليم الرياضيات. تم انتقاد بعض معايير الولاية لأنها لم تكن محددة كمحتوى أكاديمي، أو لأنها لا تتضمن مناهج دراسية تتبع المعايير الجديدة. يعتقد مناصرو التعليم التقليدي أنه ليس واقعيًا أن نتوقع أن جميع الطلاب سوف يقدمون أداءً بنفس مستوى أفضل الطلاب أو لا نعاقب الطلاب لمجرد أنهم لا يؤدون بمستوى أفضل طالب موهوب أكاديميًا.